# Paul Konewka
Paul Konewka, född 5 april 1841 i Greifswald, död 10 maj 1871 i Berlin, var en tysk silhuett-tecknare.
Konewka studerade skulptur och målning, men fann sitt bästa område i silhuetten. Från att ha klippt utmärkta sådana övergick han till att teckna dem för trägravyr. 1864 utkom hans komposition Promenad utanför stadsporten, ur "Faust", humoristiskt och friskt uppfattad. Sedan kom 12 blad till Faust och 1868 bilder till Shakespeares En midsommarnattsdröm, senare barnböckerna Svarte Peter och Skuggbilder samt Falstaff och hans kamrater. Flera bland de nämnda verken är utgivna även i svenska upplagor.